# Rhynchosia burkei
Rhynchosia burkei är en ärtväxtart som beskrevs av Burtt Davy och Baker f. Rhynchosia burkei ingår i släktet Rhynchosia och familjen ärtväxter. Inga underarter finns listade i Catalogue of Life.